# Квінт Аврелій Сіммах (консул 446 року)
Квінт Аврелій Сіммах (лат. Quintus Aurelius Symmachus; ? — після 446) — державний діяч часів Римської імперії, консул 446 року.

## Життєпис
Походив з впливового роду Авреліїв Сіммахів. Син Квінта Меммія Сіммаха, претора 400 року, та Вірії, представниці роду Нікомахів Флавіанів. Зробив кар'єру завдяки родинним зв'язкам та статусу аристократів, що набули Сіммахи на той момент. Ще замолоду увійшов до сенату.
У 446 році став консулом разом з Аецієм. Відомий товариськими стосунками з Макробієм. Про подальшу долю немає відомостей.

## Родина
- Квінт Аврелій Меммій Сіммах Юніор, консул 485 року